# Pougues-les-Eaux
Pougues-les-Eaux és un municipi francès, situat al departament del Nièvre i a la regió de Borgonya - Franc Comtat. L'any 2007 tenia 2.509 habitants.

## Demografia

### Població
El 2007 la població de fet de Pougues-les-Eaux era de 2.509 persones. Hi havia 1.012 famílies, de les quals 320 eren unipersonals (124 homes vivint sols i 196 dones vivint soles), 340 parelles sense fills, 296 parelles amb fills i 56 famílies monoparentals amb fills.
La població ha evolucionat segons el següent gràfic:
Habitants censats

### Habitatges
El 2007 hi havia 1.178 habitatges, 1.037 eren l'habitatge principal de la família, 56 eren segones residències i 85 estaven desocupats. 966 eren cases i 208 eren apartaments. Dels 1.037 habitatges principals, 772 estaven ocupats pels seus propietaris, 251 estaven llogats i ocupats pels llogaters i 14 estaven cedits a títol gratuït; 14 tenien una cambra, 91 en tenien dues, 209 en tenien tres, 266 en tenien quatre i 457 en tenien cinc o més. 721 habitatges disposaven pel capbaix d'una plaça de pàrquing. A 449 habitatges hi havia un automòbil i a 472 n'hi havia dos o més.

### Piràmide de població
La piràmide de població per edats i sexe el 2009 era:
| Homes | Edats   | Dones |
| ----- | ------- | ----- |
| 0     | 95 o +  | 12    |
| 20    | 90 a 94 | 36    |
| 24    | 85 a 89 | 64    |
| 40    | 80 a 84 | 28    |
| 52    | 75 a 79 | 72    |
| 44    | 70 a 74 | 60    |
| 88    | 65 a 69 | 68    |
| 36    | 60 a 64 | 76    |
| 52    | 55 a 59 | 40    |
| 72    | 50 a 54 | 84    |
| 92    | 45 a 49 | 64    |
| 68    | 40 a 44 | 76    |
| 120   | 35 a 39 | 100   |
| 104   | 30 a 34 | 100   |
| 72    | 25 a 29 | 68    |
| 28    | 20 a 24 | 56    |
| 88    | 15 a 19 | 56    |
| 52    | 10 a 14 | 88    |
| 112   | 5 a 9   | 76    |
| 88    | 0 a 4   | 28    |

## Economia
El 2007 la població en edat de treballar era de 1.505 persones, 1.084 eren actives i 421 eren inactives. De les 1.084 persones actives 1.015 estaven ocupades (529 homes i 486 dones) i 69 estaven aturades (28 homes i 41 dones). De les 421 persones inactives 176 estaven jubilades, 115 estaven estudiant i 130 estaven classificades com a «altres inactius».

### Ingressos
El 2009 a Pougues-les-Eaux hi havia 1.050 unitats fiscals que integraven 2.358 persones, la mediana anual d'ingressos fiscals per persona era de 19.390 €.

### Activitats econòmiques
Dels 119 establiments que hi havia el 2007, 3 eren d'empreses alimentàries, 1 d'una empresa de fabricació de material elèctric, 8 d'empreses de fabricació d'altres productes industrials, 15 d'empreses de construcció, 19 d'empreses de comerç i reparació d'automòbils, 7 d'empreses de transport, 11 d'empreses d'hostatgeria i restauració, 1 d'una empresa d'informació i comunicació, 9 d'empreses financeres, 7 d'empreses immobiliàries, 9 d'empreses de serveis, 16 d'entitats de l'administració pública i 13 d'empreses classificades com a «altres activitats de serveis».
Dels 31 establiments de servei als particulars que hi havia el 2009, 1 era una oficina d'administració d'Hisenda pública, 1 oficina de correu, 2 oficines bancàries, 1 funerària, 1 autoescola, 2 paletes, 4 guixaires pintors, 2 fusteries, 1 lampisteria, 2 electricistes, 2 empreses de construcció, 5 perruqueries, 4 restaurants, 1 agència immobiliària i 2 salons de bellesa.
Dels 11 establiments comercials que hi havia el 2009, 1 era un hipermercat, 2 botiges de menys de 120 m², 2 fleques, 1 una fleca, 1 una peixateria, 1 una botiga d'electrodomèstics, 1 una botiga de material de revestiment de parets i terra i 2 floristeries.
L'any 2000 a Pougues-les-Eaux hi havia 10 explotacions agrícoles que ocupaven un total de 1.212 hectàrees.

## Equipaments sanitaris i escolars
El 2009 hi havia 1 un hospital de tractaments de llarga durada i 1 farmàcia.
El 2009 hi havia 1 escola maternal i 1escola elemental.

## Poblacions més properes
El següent diagrama mostra les poblacions més properes.